# Ameletus ludens
Ameletus ludens är en dagsländeart som beskrevs av James George Needham 1905. Ameletus ludens ingår i släktet Ameletus och familjen Ameletidae. Inga underarter finns listade i Catalogue of Life.